# Uwe Holmer

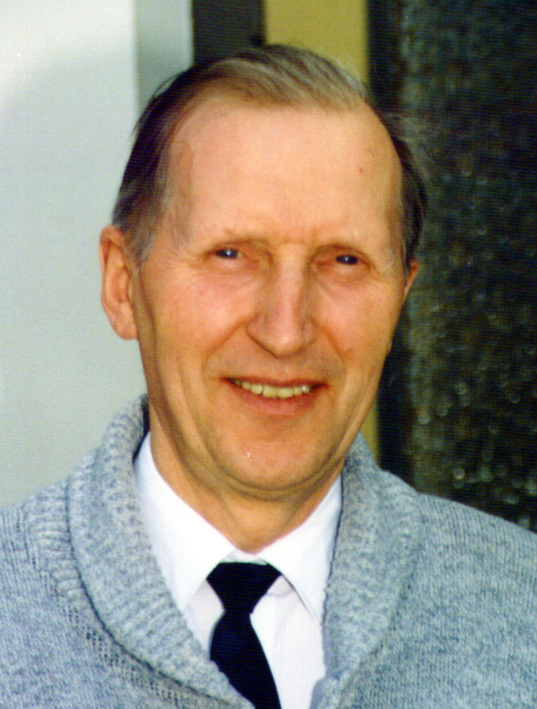
Uwe Holmer (2000)

Uwe Holmer (* 6. Februar 1929 in Wismar; † 25. September 2023 in Serrahn) war ein deutscher Theologe, Pastor und Autor. Bekannt wurde er Anfang 1990, als er im Zuge der friedlichen Revolution in der DDR Erich Honecker sowie dessen Ehefrau Margot bei sich aufnahm.

## Leben und Wirken
Uwe Holmer war nach dem Theologiestudium zwischen 1948 und 1954 bis 1967 Landpfarrer in Leussow im mecklenburgischen Kreis Ludwigslust. Anschließend war er bis 1983 Direktor der „Bibelschule Falkenberg“ in Falkenberg/Mark. 1983 wurde er Leiter der Hoffnungstaler Anstalten Lobetal, die sich vor allem um die Patienten des Lobetaler Fachkrankenhauses für Neurologie, Psychiatrie und Epileptologie kümmerten, sowie Bürgermeister der Gemeinde Lobetal. Während seiner Amtszeit dort erhielt er die Verdienstmedaille der DDR.
Vom 30. Januar bis zum 3. April 1990 gewährte er Margot und Erich Honecker Asyl in seinem Haus. Rechtsanwalt Wolfgang Vogel hatte bei der Leitung der Evangelischen Kirche in Berlin-Brandenburg um eine Bleibe für den am 18. Oktober abgesetzten Partei- und Staatschef gebeten. Man habe damals befürchtet, dass wütende DDR-Bürger das Leben der Honeckers bedrohten. Das Haus des Pfarrers wurde von Einwohnern und Journalisten umlagert. Der Pfarrer und seine Frau, die nach eigenen Angaben „aus Nächstenliebe“ gehandelt hatten, waren Anfeindungen ausgesetzt. Dieses Ereignis wurde 2022 unter dem Titel Honecker und der Pastor verfilmt.
Nach der Wiedervereinigung Deutschlands gehörte er zum Hauptvorstand der Deutschen Evangelischen Allianz und war stellvertretender Vorsitzender der Deutschen Evangelistenkonferenz.
Im Ruhestand ging Holmer nach Mecklenburg zurück und arbeitete in der Rehaklinik für Suchtkranke in Serrahn. Uwe Holmer hatte aus seiner Ehe mit seiner 1995 verstorbenen Frau Sigrid 10 Kinder, fünf weitere Kinder brachte seine zweite Frau aus der Ehe mit ihrem früh verstorbenen ersten Mann in die Familie ein.
Uwe Holmer starb im September 2023 im Alter von 94 Jahren.

## Veröffentlichungen (Auswahl)
- mit Werner de Boor: Die Briefe des Petrus und der Brief des Judas (Wuppertaler Studienbibel). R. Brockhaus Verlag, Wuppertal 1976, ISBN 3-417-25063-3.
- Gott ist nicht ferne. Evangelische Versandbuchhandlung Ekelmann, Berlin 1984.
- mit Hildegard Hamm-Brücher und Regine Hildebrandt: Das geknickte Rohr aufrichten. Christen gegen Gewalt. R. Brockhaus Verlag, Wuppertal 1993, ISBN 3-417-24127-8.
- Der Mann, bei dem Honecker wohnte. Hänssler Verlag, Holzgerlingen 2009, 11. Aufl. 2021, ISBN 978-3-77516-139-8.
- Zuversicht. Weil Glaube trägt. Christliche Verlagsgesellschaft, Dillenburg 2021, ISBN 978-3-86353-730-2.

## Verfilmungen
- Jan Josef Liefers: Honecker und der Pastor, 2022. Hans-Uwe Bauer als Uwe Holmer.